# میندی کوهن
 میندی کوهن (انگلیسی: Mindy Cohn؛ زادهٔ ۲۰ مهٔ ۱۹۶۶) یک هنرپیشه، و خواننده اهل ایالات متحده آمریکا است. وی از سال ۱۹۸۰ میلادی تاکنون مشغول فعالیت بوده‌است.
او در فیلم سکس و مرگ ۱۰۱ و دختری زیبا مثل تو بازی کرده است.